# لعبة كبار (فلم)
لعبة كبار فيلم حركة سعودي عُرض في 14 أكتوبر 2021، ومدته 105 دقيقة.

## قصة الفيلم
تدور أحداث الفيلم عن موظف بسيط يكتشف عن طريق الصدفة صندوق مليء بالذهب والمال ويأخذه ليحسن مستواه المعيشي وليتزوج من حبيبته. ولكن يكتشف ان هذا الصندوق يعود لعصابه خطيره بدأت في ملاحقته وتهديده.

## طاقم العمل

### الممثلين
- عادل العتيبي
- العنود سعود
- فيصل العمري
- نجلاء العبدالله
- مهدي الناصر
- عبدالرحمن بودي
- أغادير السعيد
- لبنى عبد العزيز
- مريم عبد العزيز
- رانيا جابر
- جراح الدوسري
- إبراهيم العضب
- ماريا بركة
- مصطفى المبارك

### إخراج
- حيدر سمير الناصر. (مخرج) [5]

### تأليف
- حيدر سمير الناصر

## وصلات خارجية
- مقالات تستعمل روابط فنية بلا صلة مع ويكي بيانات